# 장보고
장보고(張保皐, ?~846년)는 신라의 무장이자 해상(解上) 호족이다.

## 생애
장보고의 계통과 출신에 대해서는 기록이 알려져 있지 않다. 김부식의 《삼국사기》에는 그의 본명을 궁복(弓福) 또는 궁파(弓巴)라고 적고 있다. 그의 이름은 활과 관련이 있는 것으로 해석되고 있다.
일찍부터 친구 정년과 함께 당나라의 서주(徐州)로 건너가 그곳에서 승마와 창술에 특출난 재주를 보이며 군인으로서 출사해 무령군중소장(武寧軍中小將)의 직책을 받게 되었다. 흥덕왕 3년(828년) 초에 신라로 돌아온 그는 왕에게 신라인들이 해적들에게 납치되어 노예로 팔리고 있는 참상을 전하며, 군사 거점을 세워 이를 금지시켜 줄 것을 청했다. 마침내 승인을 얻어 1만여 명의 군대를 확보한 그는 완도에 청해진을 세우고 대사(大使)가 되었다. 그의 활약으로 827년~835년 이후로 해상에서 신라 노예를 매매하는 일이 사라졌다고 《신당서》 및 《삼국사기》는 평가하고 있다.
장보고는 해적 토벌에 그치지 않고 서남해 해상권을 장악하여 당나라와 일본뿐만 아니라 발해와 탐라, 우산국, 참파, 스리위자야, 마타람 왕국, 크메르 제국, 라보 왕국, 팔라 제국, 라슈트라쿠타 제국, 프라티하라 제국, 아바스 칼리파국 등 여러 나라와의 무역으로 많은 이익을 취하였으며, 아울러 큰 세력을 이루었다. 신라인들이 많이 이주한 산둥성 문등현(文登縣) 적산촌(赤山村)에 신라인들이 법화원(法華院)을 건립하려 하자 그는 이를 적극 지원하였다. 또한 신라인 출신 노예들을 사들이거나 주인에게서 되돌려받아 신라 출신 노예들을 석방시켰으며, 이들은 신라 출신 이민자들이 건너간 산동 주변으로 옮겨가게 된다. 그의 적극적인 지원으로 법화원은 상주하는 승려가 30여 명 이상이 되었으며, 토지를 기부하여 연간 500석을 추수하는 장전(莊田)을 가지고 있었다. 이 지역 신라인의 정신적인 중심지로 성장했고, 법회를 열 때 200~400명까지 인파가 몰려들었다. 골품제와 같은 기존의 신분제에 구애됨이 없이 유능한 인재들을 널리 받아들였고, 또 자신의 진영에 환대하여 신분을 따지지 않고 실력에 따라 대우하여 그들의 능력을 적극 발휘할 수 있게 하였다. 이러한 빈민들을 규합하고, 새로운 활동 무대를 찾아 모여든 인재들을 포용하여, 8세기 이래 왕성하였던 신라인의 해상활동 능력을 적극 활용, 이것들을 묶어 조직화하였다.
838년부터 847년까지 당나라에 머무르며 구법행을 했던 일본의 승려 엔닌은 자신이 당에 체재하는 동안 장보고의 휘하에 있던 현지 신라인들로부터 도움을 받아 구법행을 완수할 수 있었고, 장보고에게 감사하는 내용의 편지를 보내기도 했다. 귀국한 뒤 엔닌은 히에이 산 엔랴쿠지에 자신이 체재했던 등주(登州)의 신라인 사찰 적산법화원을 본떠 적산대명신(赤山大明神, 도교의 신인 태산부군泰山府君)을 모시는 적산선원의 건립을 발원하기도 했다.
흥덕왕이 재위 11년만에 죽고, 신라에서 일어난 왕위 다툼에서 김제륭(희강왕)에게 패하고 피살된 김균정의 아들 김우징이 청해진으로 피신해 오자 장보고는 그를 숨겨주었다. 그러나 김제륭도 재위 3년만인 838년 김명이 일으킨 정변으로 피살되고 김명이 스스로 민애왕으로 즉위하자, 예전 김균정의 편에 섰다가 패하고 달아난 김양이 군사를 모아 청해진으로 찾아와서 김우징을 만나고 장보고에게 도움을 청했다. 이때 김우징은 장보고에게 “나를 도와준다면 내가 왕위에 오른 뒤 당신의 딸을 왕비로 삼겠다”는 약속을 했고, 이에 동의한 장보고는 친구 정년에게 청해진의 군사 5천을 내주어 김양과 함께 왕경으로 진격하게 했다. 장보고와 정년이 이끄는 청해진 군사는 무주와 대구를 거쳐 왕경에 입성, 왕경군을 격퇴한 뒤 민애왕을 죽이고 김우징(신무왕)을 추대한다. 이 공으로 감의군사(感義軍使)의 직책과 식읍 2,000호를 하사받았다. 신무왕이 죽고 문성왕이 즉위한 뒤에는 진해장군에 임명되었으며, 문성왕 2년(840년) 일본에 무역 사절을 파견하고 당에도 견당매물사(遣唐賣物使)를 보내는 등 삼각무역을 실시했다.
그러나 귀족과 신하들이 장보고가 신라 왕을 탐한다며 지속적으로 문성왕에게 경고했고, 결국 문성왕은 예전의 장보고의 부하였던 명을 받은 자객 염장을 보내 장보고를 살해했다. 《삼국사기》 신라본기는 장보고가 사망한 연대를 문성왕 8년(846년)이라고 기록하였으나 《속일본후기》는 조와(貞和) 7년(841년) 11월 중에 죽었다고 하였다. 그뿐만 아니라 동시대의 기록인 《입당구법순례행기》(入唐求法巡禮行記)는 회창(會昌) 5년(845년) 7월에 전 청해진 병마사가 국난을 당하여 중국에 망명하였다는 기록이 보이므로, 교차검증과 전후맥락의 측면에서 보다 설득력이 있다. 현재 대한민국 국사편찬위원회에서도 장보고의 사망 기년을 841년으로 보고 있다.
문성왕 13년(851년) 신라 조정은 청해진을 없애고 그곳 주민을 벽골군(碧骨郡)으로 옮겼다.

## 평가
장보고와 정년이 원래 지기였고, 당에서 무령군중소장이 된 사실을 소개한 《삼국사기》 장보고열전의 저본은 중국 당나라 두목(杜牧)이 지은 장보고전, 즉 《신당서》권220 신라전이다. 장보고가 먼저 신라로 돌아가 높은 관위(청해진대사)를 얻은 뒤, 반대로 관직에서 물러나 한미하게 지내던 정년이 장보고를 믿고 그를 찾아갔을 때에 정년을 예를 갖추어 환대한 것, 환영 연회를 벌이던 도중에 국왕이 살해당하고 수도가 혼란에 빠진 소식이 전해지자 장보고가 기꺼이 정년에게 군사 5천을 내어 주어 “자네가 아니면, 이 화란을 진압할 수 없다.”며 반란을 토벌하고 새로운 왕을 옹립하게 했으며, 이 공으로 장보고는 재상에 등용되고 정년이 청해진대사를 이어받은 사실 등을 적고 있다. 나아가 두목이 장보고와 정년의 교제를 안녹산의 난 때의 곽분양(郭汾陽, 곽자의) ㆍ 이임회(李臨淮, 이광필)의 교제에 빗대어 인의(仁義)의 사람이라 칭찬한 것을 전하면서, 《신당서》열전을 편찬한 송기(宋祁)의 평으로 국난의 시기에 의(義)를 품고 국가의 우환을 먼저 생각한 사람으로서 진(晉)의 기해(祁奚)와 당의 곽분양, 그리고 장보고를 거론하고 "어찌 동쪽에는 뛰어난 인물이 없다고 할 수 있겠는가?"라고 칭하고 있다. 이를 다시 《삼국사기》에 기재한 김부식은 신라본기와의 기사와 서로 어긋나는 부분을 지적하는 한편으로 장보고에 대한 두목과 송기의 평가를 지지한다. 또한 김유신전의 말미에서도 김유신의 공적을 뛰어나다고 칭찬하면서도 고구려 을지문덕의 지략과 장보고의 무용을 함께 찬양하고 있다. 이러한 평가는 후대 조선조의 안정복에게까지 이어졌다.

## 적산다이묘진과 신라다이묘진
장보고가 활약했던 9세기 전반, 산동 반도의 항구도시였던 적산(赤山), 지금의 룽청시(荣成市)에는 장보고와 연계한 당시 많은 신라 상인이 거류하고 있었다. 그는 이곳에 적산법화원(赤山法華院)을 세웠는데, 이 무렵 당 조정의 명령으로 서둘러 귀국해야만 했지만, 당에 남아서 천태종을 배우기로 결의한 일본의 입당청익승(入唐請益僧) 엔닌을 위해, 그를 적산법화원에 머물도록 배려하고, 현지의 중국 관인들과 교섭해, 공험(公驗, 여행허가증)을 얻어내주기도 하는 등~ 엔닌의 9년 6개월에 걸친 구법행(行)을 물심 양면에 걸쳐서 지원했었다.

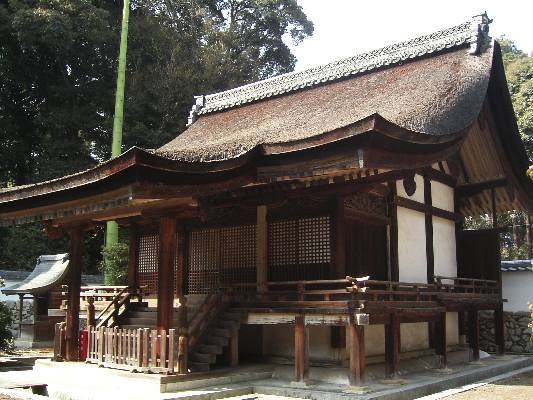
신라선신당

오늘날 일본 교토시 북쪽 히에이 산에 위치한 적산선원에 모셔져 있는 적산다이묘진(赤山大明神)은 엔닌의 제자가 엔닌의 뜻을 이어 신라인들이 섬기던 신을 모시기 위해 닌나 4년(888년)에 세운 것이다. 흔히 도교의 최고신인 태산부군으로 알려져 있는 이 신에 대해 일각에서는 이 신이 장보고를 모티브로 한 신이 아니냐는 주장이 제기되고 있다. 적산대명신과 함께 엔랴쿠사 경내에 신라다이묘진(新羅大明神)을 모신 신사도 존재하고 있는데, 현재 일본 시가 현 오쓰 시의 온조사(園城寺)에도 마찬가지로 이 신라다이묘진을 모신 신라선신당(新羅善神堂)이 남아 있다. 엔닌과 마찬가지로 당에 유학했다가 돌아오던 승려 엔친(圓珍)이 바다 위에서 풍랑을 만났을 때, ‘붉은 옷을 입고 흰 활을 들고 나타나’ 풍랑을 잠잠하게 가라앉혀 엔친을 무사히 귀국할 수 있도록 도와주고 그가 가지고 돌아오던 경법(經法)을 영원히 수호할 것을 맹세한 신이었다 하여 엔친이 가지고 온 경전과 법구를 이 온조사에 보관하게 된 것이라 한다. 센고쿠 시대 다케다 집안의 시조로 추앙되었던 무장 미나모토노 요시미쓰가 이곳에서 관례를 올리고 신라사부로(新羅三郞)를 칭한 이래 다케다 집안에서도 이 신라대명신을 가신(家神)으로 섬기게 되었다고 한다. 현재의 신라선신당 건물은 조와 3년(1347년)에 아시카가 다카우지가 기부한 것이다.
앞서 엔닌이 당나라에서 오대산의 하나인 북대엽두봉(北台葉頭峰, 해발 3,058미터)에 올랐을 때 얻은 향나무로 만든 문수상을 귀국한 뒤인 죠간 3년(861년) 10월에 엔랴쿠사 경내에 따로 문수루(文殊樓)을 지어 모셨는데, 이 문수루는 훗날 오다 노부나가가 히에이 산을 불태웠을 때 소실되고 현재는 재건된 것이다. 이 문수루 옆에는 현재 장보고기념비가 세워져 있다.

## 장보고를 소재로 한 작품

### 소설
- 김동인 《아기네》, 1932년 - 동아일보에 연재된 장편소설로 일환이라는 청자에게 역사 속의 사건을 화자가 이야기해주는 형식으로 되어 있는 이 소설은 신문연재분 129호부터 136화까지 궁파(장보고)의 이야기를 다루는데, 기존의 《삼국사기》의 시각대로 궁파를 왕을 도와 큰 공을 세우고도 자신의 딸이 왕비가 되었다가 쫓겨난 것을 보고 홧김에 반란을 일으키려다 염장에게 살해되고 마는, "용기의 뒤에 있어서 그 용기를 빛나게 할만한 사려라는 것이 없는 인물"로 평가.
- 정한숙 《바다의 왕자(王者)》 - 1960년 4월 29일부터 1961년 6월 3일까지 《경향신문》에 연재된 장편소설. 결말을 맺지 못한 채 연재 중단됐다가 1975년 《민족문학대계》권5에 작가의 퇴고를 거쳐 전재되었고, 문학평론가인 최영호 해군사관학교 인문학과 교수가 남은 원고를 정리해 2008년에 고려대학교 출판부에서 단행본으로 재출간하였다.
- 조세호 《해상왕 장보고》, 1999년
- 김중명(金重明) 《고(皐)의 백성》(원제: 皐の民), 고단샤(講談社), 2000년
- 최인호 《해신》(海神), 열림원, 2003년

### 애니메이션
- 《모험왕 장보고》- 서울무비(2002년) 장보고의 일생을 다룬 교육용 플래시 애니메이션.
- 《바다의 전설 장보고》(Legend of Blue) - 서울무비(2002년) 장보고를 모델로 한 SF애니메이션

### 드라마
- 《해신》(KBS, 2004년~2005년, 배우: 최수종, 백성현)

## 장보고기념관

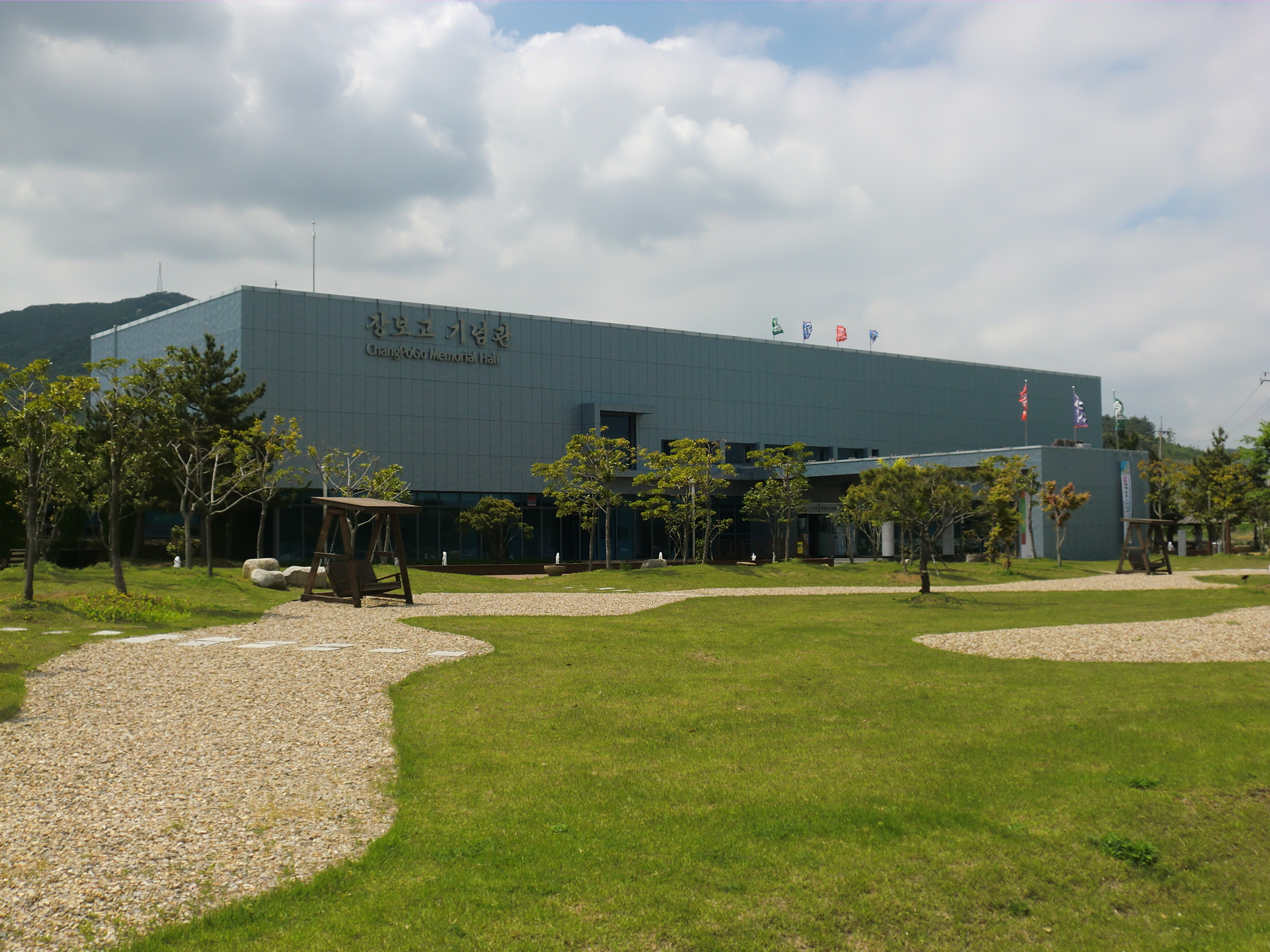
완도군 완도읍 장보고기념관

완도군은 장보고 대사의 업적을 기리고 해양개척 정신을 고취시키기 위한 기념관을 건립하여 역사 문화의식을 함양할 수 있는 전 국민 교육의 장으로 활용하고 해양관광 명소로 개발하기 위해서 청해진 옛 터에 장보고기념관을 건립하였다. 장보고기념관은 대지면적 14,472m², 건축면적 1,739m², 전시면적 730m²의 지상 2층 철근콘크리트 건축물로 1층에는 중앙홀, 영상실, 기획전시실, 수장고, 휴게실이 있고, 2층에는 상설전시실인 1전시실, 바닷길, 2전시실이 있다.
1층 중앙홀에는 청해진선박연구소 마광남 소장이 제작하고 (재)해상왕장보고기념사업회에서 기증한 '장보고 무역선(Trade ships of ChangPoGo)'이 실물의 1/4크기로 제작 전시되어 있고, 중국공예미술대사(中國工藝美術大師) 육광정(陸光正)씨가 피나무로 제작한 '해상왕장보고(海上王張保皐)'라는 작품명의 대형 목조벽화(가로8m × 세로2.2m)가 전시되어 있다. 2층 상설전시실은 '뿌리', '청해진의 생성', '해상제국', '항해' 등 주제별로 4개의 구역으로 구분되어 있으며 각 구역마다 주제에 맞는 유물들이 전시되어 있다.

## 장보고함
한국 최초의 잠수함인 장보고함은 독일제 209형 잠수함으로, 모두 9대를 보유하고 있으며 이들은 모두 장보고급으로 불리고 있다.

## 대중 문화속에 나타나는 장보고
- 《해신》(KBS, 2004년~2005년, 배우 : 최수종, 백성현)

## 같이 보기
| - 해상 무역 - 장보고함 : 대한민국 해군 잠수함 - 청해진 - 신라방 - 신무왕 - 경문왕 - 문성왕 - 엔닌 - 입당구법순례행기 | - 골품제 - 적산법화원 - 적산선원 - 연력사 - 염장 - 정연 - 장보고기념관 - 프랜시스 드레이크 |

## 참고 문헌
- 완도문화원, 《삼국사기, 삼국유사, 신당서, 속일본후기, 입당구법순례행기, 장보고의 신연구》 (완도문화원, 1985)
- 김상기, 고대교역연구와 나말의 해상발전에 취하여 (震檀學報 1·2, 1935)
- 이영택, 장보고해상노력에 관한 고찰 (한국해양대학논문집 14, 1979)